# Forficula scudderii
Forficula scudderii es una especie de tijereta del género Forficula, familia Forficulidae, orden Dermaptera.

## Distribución
Se distribuye por Asia: Corea, Japón y China.

## Taxonomía
Fue descrita por de Bormans en 1880.
Tratamiento taxonómico
La especie aparece registrada y publicada en Quelques Dermaptères exotiques. Anal de la Soc Esp de Hist Nat, 9, 505–515.